# Fédération de la santé et de l’action sociale CGT
La Fédération de la santé et de l’action sociale ou CGT Santé est une des fédérations de la Confédération générale du travail. Elle regroupe les salariés et fonctionnaires des secteurs de la santé (hôpitaux publics et cliniques privées) ainsi que ceux de la protection sociale, à l'exception des personnels de la fonction publique territoriale et de la Sécurité sociale. Elle est affiliée à l'Internationale des services publics et à la Fédération syndicale européenne des services publics.
En 2001, la CGT Santé comptait 52 700 adhérents. Lors des élections professionnelles de 2011, la CGT Santé était la première organisation syndicale au sein de la fonction publique hospitalière.
En 2019, la fédération compterait 74 000 adhérents. À cet égard, elle est la 2e fédération de la CGT, juste devancée par la Fédération des services publics.

## Histoire
La Fédération de la santé et de l’éducation spécialisée a été créée en mars 1979 à la suite de la scission de la Fédération des services publics et de santé de la CGT en deux nouvelles fédérations : celle de la santé et la Fédération des services publics. Elle a par la suite changé de nom pour devenir la Fédération de la santé et de l’action sociale.
En 1984, la CGT perd la position de première organisation syndicale dans la fonction publique hospitalière face à Force ouvrière mais repasse en tête lors des élections suivantes, en 1988.
En 2015, lors du 11e congrès, l'ensemble de la direction de la Fédération est battue lors du renouvèlement de la commission exécutive. La secrétaire générale sortante, Nathalie Gamiochipi, par ailleurs compagne de Philippe Martinez, est remplacée par Mireille Stivala. Ce congrès fait suite à la crise créée au sein de la CGT par l'affaire Lepaon,.